# 69754 Mosesmendel
69754 Mosesmendel este un asteroid din centura principală de asteroizi.

## Descriere
69754 Mosesmendel este un asteroid din centura principală de asteroizi. A fost descoperit pe 26 iunie 1998 la Observatorul La Silla de Eric Walter Elst. Asteroidul prezintă o orbită caracterizată de o semiaxă mare de 2,65 ua, o excentricitate de 0,20 și o înclinație de 12,2° în raport cu ecliptica.